# PlayStation Camera
La PlayStation Camera es un sensor de movimiento y accesorio de cámara para PlayStation 4 y PlayStation 5, desarrollado por Sony Interactive Entertainment. Es el sucesor de PlayStation Eye para PlayStation 3, que fue lanzado en 2007. También es el sensor de movimiento utilizado para rastrear los auriculares de realidad virtual PlayStation VR.

## Historia
El 21 de febrero de 2013, un día después de que se anunciara PlayStation 4, se reveló que una cámara estaba en desarrollo para PlayStation 4, apodada la "PlayStation 4 Eye" después de su predecesor, PlayStation Eye. También apareció en el tráiler que se burló de la PlayStation 4. La cámara PlayStation fue lanzada el 15 de noviembre de 2013, junto con PlayStation 4.
En marzo de 2014, Sony anunció que más de 900.000 PlayStation Cameras se vendieron junto con la consola PlayStation 4, lo que llevó a la escasez de suministro de stock. Se estimó que el 15% de los propietarios de PlayStation 4 también poseían una PlayStation Camera.
Junto con la presentación de PlayStation 4 Pro y PlayStation 4 Slim el 7 de septiembre de 2016, se presentó una revisión de diseño de la PlayStation Camera para su lanzamiento el 15 de septiembre de 2016. El nuevo diseño tiene una forma cilíndrica en lugar de la forma rectangular de la revisión original, y ahora cuenta con un soporte que se puede utilizar para ajustar el ángulo de la cámara, en lugar de una parte móvil de la propia cámara

## Hardware
PlayStation Camera tiene dos cámaras de 1280×800 píxeles con lentes que tienen una f/2.0, con una distancia de enfoque de 30 cm y un campo de visión de 85o. Con la configuración de la cámara dual, la cámara puede funcionar en diferentes modos, dependiendo de la aplicación de destino. Las dos cámaras se pueden utilizar juntas para la percepción de profundidad de los objetos en su campo de visión, similar al periférico Kinect de la Xbox. Alternativamente, una de las cámaras se puede utilizar para grabar vídeo, y la otra para el seguimiento de movimiento.
La cámara cuenta con una matriz de micrófonos de cuatro canales, que reduce el ruido de fondo e incluso se puede utilizar para recibir comandos de voz. Mide 186 mm × 27 mm × 27 mm (7,3 en × 1,1 en × 1,1 in) (ancho × altura × profundidad), con un peso de 183 gramos (6,5 oz). Graba vídeo en formatos RAW y YUV y se conecta a la consola a través de su puerto especificado.

## Juegos compatibles
La siguiente es una lista de juegos y software de PlayStation 4 con funcionalidad de cámara, algunos de los cuales no fueron desarrollados específicamente para PlayStation Camera. Todos los juegos de PlayStation VR requieren la cámara para el seguimiento de la cabeza, así como los mandos Move, si se utilizan.
- Alien: Isolation
- Angry Birds Star Wars
- Baila Latino
- Commander Cherry's Puzzled Journey
- FIFA 15, 16 y 17
- Just Dance 2014, 2015, 2016, 2017, 2018, 2019, 2020 y 2021 (la versión de PS5 no se puede jugar con cámara y la de PS4 solo funciona con cámara de PS4)
- LittleBigPlanet 3
- NBA 2K15, 2K16, y 2K17
- Omega Quintet
- Octodad
- The Playroom
- Rabbids Invasion
- SHAREfactory
- Sportsfriends
- Surgeon Simulator
- Super Stardust Ultra
- Tearaway Unfolded
- Until Dawn
- War Thunder
- Dreams

El menú del sistema PlayStation 4 admite controles de movimiento y comandos de voz a través de la PlayStation Camera (este último es compatible con cualquier micrófono).

## PlayStation VR
Desde el lanzamiento de los auriculares de realidad virtual PlayStation VR el 13 de octubre de 2016, la PlayStation Camera se utiliza como un componente importante del sistema PlayStation VR. La cámara detecta LED integrados en los auriculares con fines de seguimiento de movimiento. Se requiere un Dongle USB para que la cámara se utilice en PlayStation 5.